# Ширак (герой)
Шира́к (также известен как Широк или Шерак, ? — 519 до н. э.) — герой центральноазиатских легенд, пастух из племени саков, который заманил и погубил в пустыне часть персидской армии Дария I. Ширак заманил войско персов в жаркую пустыню, половина погибли. Когда вождь понял, что это обман, он решил убить пастуха. Но Ширак сказал : " Я счастлив, что умру на своей родине". И это его последние слова.... 

## Легенда
В VI веке до н. э. кочевые племена саков напали на Мидию — основу будущей державы Ахеменидов. В 530 году до н. э. войска персидского царя Кира II были побеждены в сражении с саками-массагетами, под предводительством царицы Томирис. Персы не простили кочевников за эти поражения и в 519 году до н. э. Дарий I совершил новый поход на саков, чтобы окончательно сломить сопротивление кочевников.
Дарий I собрал более 70 тысяч воинов против саков. Покорив саков, он ослабил бы позиции причерноморских скифов, которые без помощи своих восточных родственников могли покориться персам. Захватив Причерноморье, Дарий мог начать успешный поход против греческих городов-государств.
По легенде, простой пастух Ширак из одного сакского племени, предложил план, как завести армию Дария в безлюдную и безводную пустыню. Когда его привели к Дарию, царь спросил, почему он предаёт свой народ, на что Ширак ответил, что хочет отомстить за издевательства над собой.
Персы поверили Шираку и отправились в поход. Ширак завёл их в безводную пустыню, многие персы погибли в пути от жажды и жары. Ширак обещал, что выведет войска к оазисам с водой, но войска всё шли и шли вглубь пустыни, а долгожданной воды не было. После того, как персы поняли, что Ширак обманывал их, он был убит. Персидские отряды с большими потерями вышли из пустыни, сам царь Дарий I остался в живых, но приказал покинуть земли саков.
Легенда о подвиге Ширака изложена в трудах Страбона и Полиэна.